# Rudolf Miethig
 (janvier 2016).
Si vous disposez d'ouvrages ou d'articles de référence ou si vous connaissez des sites web de qualité traitant du thème abordé ici, merci de compléter l'article en donnant les références utiles à sa vérifiabilité et en les liant à la section « Notes et références ».
Rudolf Miethig (17 octobre 1921 - 10 juin 1943) est un pilote de chasse allemand de la Luftwaffe durant la Seconde Guerre mondiale, un des grands as avec 101 victoires aériennes à son palmarès.

## Biographie
Miethig se porte volontaire pour la Luftwaffe en 1939 et voit sa première affectation en unité opérationnelle au cours du printemps 1941, en l'occurrence la 3./JG 52. À cette époque, cette escadrille est basée aux Pays-Bas et combat toujours la RAF. C'est au cours de la même période que Miethig remporte son premier succès en abattant un Spitfire britannique. Alors que les II. et III. groupe de la JG 52 déménagent en Russie en été comme la plupart des autres escadres allemandes, le I./JG 52 dont dépend la 3./JG 52 reste un moment sur le front Ouest avant de venir à son tour combattre à l'Est en automne.
Du fait de la faiblesse en matériel des soviétiques à cette époque, ce théâtre d'opération est plus propice aux victoires pour les Allemands que contre les aviateurs Anglais. Rudolf Miethig n'échappe pas à cette règle et se distingue tout particulièrement dès la fin de l'été 1942 lorsqu'il est placé à la tête de son escadrille (à 20 ans) à laquelle il appartient depuis le début. Si à la fin du mois d'août, 20 victoires seulement sont à mettre à son crédit, ce ne sont pas moins 30 succès supplémentaires qu'il rajoute à son palmarès au cours des deux mois suivants. Le 29 octobre 1942, le Leutnant Miethig décroche la prestigieuse Croix de Chevalier pour sa 50e victoire. On est alors en pleine bataille de Stalingrad et malgré les nombreux succès dans les airs, les pilotes allemands doivent abandonner leurs camarades au sol face à l'encerclement de l'armée rouge.
La JG 52 se replie alors proche de la Crimée et doit défendre ce secteur contre les attaques incessantes des avions russes. Miethig va ainsi doubler son score en quelques mois seulement, en remportant notamment 21 victoires rien que pour le mois de mai, réalisant le second meilleur allemand au cours de cette période et ce secteur, juste derrière Joachim Kirschner de la JG 3. Promu entre-temps Oberleutnant, l'as remporte le 8 juin 1943 sa 100e victoire. Il devient ainsi le dixième pilote de la JG 52 à atteindre ce score, mais le premier de son groupe.
Rudolf Miethig trouve finalement la mort deux jours plus tard le 10 juin 1943 au-dessus de la tête de pont du Kouban en entrant en collision avec sa dernière victime, un Yakolev Yak-1 qui lui arrache l'aile de son Messerschmitt. C’est le premier grand as aux 100 victoires de la JG 52 ainsi que le plus jeune de tous les pilotes de la Luftwaffe avec pareil score à trouver la mort avant la fin des combats.
Le grade de Hauptmann (capitaine) lui sera remis à titre posthume ainsi que la Croix allemande en or le 19 janvier 1944.
1. 1 2  John A. Weal, Bf 109 Aces of the Russian Front, 2001 (ISBN 1-84176-084-6 et 978-1-84176-084-1, OCLC 48836626, lire en ligne)